# Курилово (Дальнеконстантиновський район)
Курилово (рос. Курилово) — село в Дальнеконстантиновському районі Нижньогородської області Російської Федерації.
Населення становить 135 осіб. Входить до складу муніципального утворення Кужутська сільрада.

## Історія
Від 2009 року входить до складу муніципального утворення Кужутська сільрада.

## Населення
| 2002 | 2010 |
| ---- | ---- |
| 119  | ↗135 |